# Берешиньский, Бартош
Ба́ртош Береши́ньский (пол. Bartosz Bereszyński; род. 12 июля 1992, Познань) — польский футболист, защитник итальянского клуба «Наполи» и национальной сборной Польши. Выступает на правах аренды за «Эмполи». Участник двух чемпионатов мира (2018 и 2022) и двух чемпионатов Европы (2020 и 2024).

## Клубная карьера
Родившийся в Познани Бартош Берешиньский начинал играть в футбол в различных местных детско-юношеских командах, среди которых были и команды клубов «Варта» и «Лех». В 2009 году он стал игроком познанского «Леха» и дебютировал в Экстракласе 21 марта 2010 года, выйдя на замену на 87-й минуте домашнего победного (2:0) матча против «Ягеллонии». Через неделю в поединке с «Одрой» он вновь появился на поле лишь в самой концовке игры. Это были единственные случаи появления Берешиньского в официальных матчах того сезона и последующего за ним.
В сезоне 2011/12 Берешиньский был отдан в аренду «Варте», выступавшей в Первой лиге. За «Варту» он провёл в лиге 27 матчей и забил 1 мяч, ставший победным (1:0) в домашней встрече с «Рухом» из Радзёнкува.
В сезоне 2012/13 Берешиньский вернулся в «Лех», где вскоре стал регулярно появляться в стартовом составе команды. Дебютировал он тогда же и в еврокубках, выходя в концовках 3-х матчей «Леха» в рамках квалификационных раундов Лиги Европы 2012/13. В зимнее трансферное окно 2013 года Берешиньский перешёл в варшавскую «Легию», в составе которой он выиграл чемпионат Польши в сезонах 2012/13 и 2013/14. 1 июня 2014 года он забил свой первый гол за «Легию» и в Экстракласе в ворота своего бывшего клуба «Лех», оформив на 85-й минуте окончательный счёт 2:0 в пользу хозяев.
12 декабря 2013 года в гостевом матче Лиги Европы 2013/14 против кипрского «Аполлона» Берешиньский был удалён с поля на 69-й минуте. Эта игра стала последней для «Легии» в том еврокубковом сезоне. В следующем, «Легия» уже стартовала в розыгрыше Лиги чемпионов 2014/15 и не включила Берешиньского в заявку двух матчей против ирландского «Сент-Патрикс Атлетика» и первой игры против «Селтика». В ответной встрече против шотландцев он вышел на замену на 86-й минуте, когда счёт уже был 6:1 по сумме двух матчей в пользу поляков. Однако отсутствие Берешиньского в заявке клуба на предыдущие 3 игры позволило УЕФА посчитать выход на поле Берешиньского нарушением трёхматчевой дисквалификации и засчитать «Легии» техническое поражение (0:3), которое позволило «Селтику» вернуться в Лигу Чемпионов, а «Легию» отправило же в Лигу Европы.
В январе 2017 года Бартош Берешиньский подписал контракт с клубом Серии А «Сампдория».

## Карьера в сборной
Проведя ряд матчей за юношеские и молодёжные сборные Польши, Бартош Берешиньский дебютировал в составе главной сборной 4 июня 2013 года в товарищеском матче против Лихтенштейна, проходившем на стадионе Краковии в Кракове.

## Достижения
«Легия»
- Чемпион Польши: 2015/16
- Обладатель Кубка Польши (1): 2015/16

«Наполи»
- Чемпион Италии: 2022/23